# エンポリウム
エンポリウム（ラテン語: emporium、英: emporia）は、古代ギリシアの都市国家ポリスにおいて対外交易に用いられた場所。旅や移動を意味する「poreia」から派生したギリシア語のemporionにあたる。交易港としての機能を持ち、外来の交易者が市内に入らずに交易ができるように都市の他の部分から離され、独自の港、埠頭、貯蔵庫、水夫の宿舎、食糧市場などを備えていた。エンポリウムには、対外交易者であるエンポロスが居住した。エンポリウムでの取り引きは、ディグマ（deigma）と呼ばれる埠頭で行なわれた。エンポロスはディグマに商品を並べ、両替商であるトラペズィテース（trapezites）が貨幣の両替、支払いのための預金を受け付けた。穀物の取引や、遠征の際の物資補給と戦利品の買取などを行った。
アテナイではピレウスにエンポリウムが存在し、その他にミレトス、ナウクラティス、アイノス、ビュザンティオン、テオドシア、パンティカパイオンなど地中海や黒海の各地にエンポリウムが建設された。アリストテレスの『政治学』、クセノポンの『方法と手段』などにエンポリウムについての記述がある。
のちの古代ローマでは、遠隔地商人が商品を積み替える場所もエンポリウムと呼ばれた。カール・レーマン＝ハルトレーベンは、エンポリウムの先史的な施設を地中海沿岸で発見し、ヘロドトスが『歴史』の第4巻に記録したカルタゴ人が行なった交易を起原だとした。レーマン＝ハルトレーベンの発見した施設と同様の遺構は、北ヨーロッパでも発見され、ヴィク（wik）と呼ばれた。
カール・ポランニーは、古代ギリシアの市場はポリス内部の地域市場と対外用の市場に分かれていたとし、対内市場の例としてアゴラ、対外市場としてエンポリウムをあげている。